# Надя Тас
Надя Тас (на английски: Nadia Tass) е австралийска режисьорка, продуцентка и актриса.

## Биография
Тас е родена в леринското село Забърдени (на гръцки Лофи), Гърция в 1956 година под името Надя Тасопулос. Заминава за Австралия през 60-те години.
Започва кариера като второстепенна героиня в сериал. Дебютният ѝ филм като режисьорка „Малкълм“ е от 1986 година. Носителка е на множество престижни филмови награди.
Надя Тас е омъжена за известния австралийски режисьор Дейвид Паркър.